# 黄河街道 (宿迁市)
黄河街道是中华人民共和国江苏省宿迁市宿城区下辖的一个街道办事处。
2017年12月21日，江苏省人民政府批复同意撤销双庄镇、三棵树乡，以原三棵树乡的罗土塘居委会，古城街道的道口、枣园、城中、九鼎、城宇、泰和6个居委会，耿车镇的王梨园、赵庄、徐圩3个居委会，双庄镇的梨园、前庵、朱圩3个居委会区域设立黄河街道，街道办事处驻梨园居委会境内，办公地址为发展大道658号。

## 行政区划
黄河街道下辖以下村级行政区划单位：
城中社区、枣园社区、城宇社区、九鼎社区、梨园社区、道口社区、泰和社区、赵庄社区、朱圩社区、前庵社区、王梨园社区、罗土塘社区和徐圩社区。